# Dessin en direct
Le dessin en direct est une prestation qui consiste à dessiner de manière très réactive, en prenant comme matière le propos d'une conférence, d'un enseignement, d'un débat ou tout autre événement, en sorte que le dessin soit vu immédiatement, en cours de réalisation ou terminé, par les participants ou les spectateurs.

## Dessin d'après nature
Le dessin d'après nature, relevant généralement du simple croquis, est une pratique fondamentale dans le domaine du dessin. Jusqu'à l'invention de la photographie (et la possibilité de prendre des photographies instantanées), puis du cinéma, le dessin était le seul moyen d'obtenir des images d'actualité, qui étaient reproduites ou interprétées par la gravure, et publiées par le biais de la presse ou par des estampes. Les événements qui pouvaient être prévus se voyaient donc « couverts », au sens journalistique, par des dessinateurs, à charge pour eux d'en livrer une représentation par dessin, gravure ou peinture. Ce type de dessin survit aujourd'hui grâce à une disposition particulière de la loi, qui interdit en France la photographie ou prise de vue cinématographique ou télévisuelle dans les tribunaux. On a donc toujours recours à des dessinateurs pour réaliser des croquis d'audience représentant visages et attitudes des divers intervenants, dessins qui seront ensuite relayés par les médias traditionnels.

## Dessin spectacle
Le dessin en direct, sous les yeux de spectateurs, est une pratique courante chez de nombreux artistes comme les dessinateurs et caricaturistes de rue. Le spectacle qu’ils donnent ainsi fait partie de leur promotion. C’est devenu un numéro de cabaret : l'artiste, doté de préférence d'un talent de comédien ou de bonimenteur, réalise dessins et caricatures avec une spontanéité plus ou moins travaillée. Certains artistes contemporains réalisent dessins ou peintures dans une sorte de chorégraphie très gestuelle, avec accompagnement de musique. Ces prestations en public obligent l'artiste à travailler sur des grands formats, et dans des salles de dimensions modestes, à moins d’être simultanément filmés et relayés sur écran en vidéo. 
Faisant appel aux techniques de projection en direct, certains artistes dessinent avec du sable déposé sur une table lumineuse, se servant de leurs doigts ou d'outils variés pour créer personnages et paysages. La matière peut donner une grande poésie à ces « sables mouvants ».
En 2010, au festival d'Avignon, les dessinateurs Dupuy et Berberian on accompagné en dessins en direct un concert de Rodolphe Burger.

### Cinéma: le « faux direct »
Le dessin, ou la peinture, en train de se faire exerce toujours une certaine fascination pour le spectateur. Le cinéma l'a compris très vite. La position de la caméra, ses possibilités de se rapprocher ou de s'éloigner du sujet, et le montage qui permet d'éliminer les temps morts et de donner un rythme, a souvent exploité ce thème. Un des exemples les plus représentatifs est Le Mystère Picasso de Henri-Georges Clouzot, où la création n'est pas seulement enregistrée, comme dans un documentaire classique, mais presque scénarisée et mise en scène, tout en laissant à l'artiste une entière liberté. 
L'américain Winsor McCay, le créateur de Little Nemo, doté d'une force de travail peu commune et virtuose, a longtemps été un « dessinateur forain ». Un des premiers à comprendre l'importance du cinéma et du dessin animé, il crée Gertie le dinosaure, premier personnage de dessin animé doté d'une personnalité, et il présente ses films en s'intégrant lui-même à l'histoire : ce n'est pas du dessin en direct, mais l'auteur se met en scène avec son dessin, devant un public. Plus tard, McCay le solitaire est dépassé par les grands studios et il se remet à faire des dessins d'actualité pour les journaux. Le principe du mélange dessin animé et présence du dessinateur, lui-même filmé « en abyme », est un classique du spectacle du cabaret ou du cinéma des années 1900.

### Télévision
La télévision a découvert assez vite l'attrait que représente un dessin en train de se faire sous les yeux du spectateur. Une émission à succès, en France, fut Tac au tac, de Jean Frapat, qui dura de 1969 à 1975, où les dessinateurs (généralement de bande dessinée) s'affrontaient deux à deux pour réaliser des sortes de « cadavres exquis » en dessins. Le principe de l'émission a été repris dans la plupart des festivals de bande dessinée.
La télévision, toujours plus près du direct, emploie des dessinateurs pour réagir à l'actualité. Ce sont des dessinateurs de presse, déjà habitués à être très réactifs. Ils travaillent soit de manière traditionnelle sur papier, devant ou sous une caméra, ou directement sur tablette graphique et l'image est alors diffusée directement. En France c'est l'émission hebdomadaire de Michel Polac, Droit de réponse, à partir du 12 décembre 1981, qui popularise ce type d'intervention, et c'est d'ailleurs un dessin de Wiaz qui provoque l'arrêt de l'émission, en septembre 1987. Ont participé à l'émission les dessinateurs Cabu, Plantu, Siné, Georges Wolinski…

## Animation de congrès, séminaires et autres événements
À partir de cette époque, le principe s'est appliqué dans des séminaires et colloques, organisés par des entreprises ou des collectivités. Le dessinateur fait partie de l'éventail des animations possibles afin d'assurer une partie distractive et ludique. Les possibilités d'intervention dans tous types d'événements sont multiples, comme les fêtes, les mariages, et ne se limitent pas à un dessin de type « presse » ou satirique. Certains artistes proposent des créations numériques projetées en temps réel et utilisables ultérieurement.

### Méthodes
Le dessinateur travaille soit directement dans la salle, parmi le public, soit en régie. Il peut dessiner sur papier, et afficher ses dessins de manière qu'ils soient vus par le public à la pause ou à la sortie. Mais le propre de cette activité, le dessin réactif en direct, se pratique de préférence avec un procédé de projection, pour que le public le voie immédiatement, éventuellement en cours de réalisation, ou aussitôt après. Le rétroprojecteur a été utilisé, obligeant à dessiner sur des transparents, mais il a été rapidement supplanté par la caméra banc-titre qui permet de dessiner sur le support de son choix, de mettre en couleur ou non, et de projeter l’image ; le banc-titre tend à être remplacé par le visualiseur, une caméra de type webcam, plus légère, qui fait maintenant partie de l’équipement personnel du dessinateur. La tablette graphique est aussi utilisée via un ordinateur relié à un vidéoprojecteur. Selon les cas, le dessinateur est libre d'« envoyer » lui-même son dessin, sinon il est relié par un casque et un micro avec la régie qui se charge de la projection à sa demande. Le délai de projection du dessin peut influencer le rythme et le contenu même du dessin : plus la projection est instantanée, plus le dessin peut être léger et porter sur un point de détail, à l'inverse une projection lente implique un dessin « de fond ». La personnalité du dessinateur peut donner des résultats très différents : certains s'attachent à faire une illustration du propos, d'autres sont plus portés sur la caricature des personnes.
Ce type de prestation est une animation, et les dessins restent légalement la propriété du dessinateur, sauf contrat différent. Les dessins sont souvent réutilisés pour l'illustration des comptes rendus, ou pour constituer un recueil-souvenir.